# Primera División (Uruguay) 1980
Die Saison 1980 der Primera División war die 77. Spielzeit (die 49. der professionellen Ära) der höchsten uruguayischen Spielklasse im Fußball der Männer, der Primera División.
Die Primera División bestand in der Meisterschaftssaison des Jahres 1980 aus 14 Vereinen, deren Mannschaften in insgesamt 182 von April bis Oktober des Jahres ausgetragenen Meisterschaftsspielen jeweils zweimal aufeinandertrafen. Es fielen 449 Tore. Die Meisterschaft gewann Nacional Montevideo als Tabellenerster vor den Montevideo Wanderers und dem Club Atlético Peñarol als Zweitem und Drittem der Saisonabschlusstabelle. Der Club Atlético Rentistas musste in die Segunda División absteigen. Nacional, Peñarol und Bella Vista qualifizierten sich für die Copa Libertadores 1981.
Torschützenkönig wurde mit 19 Treffern Jorge Siviero von Absteiger Rentistas.

## Jahrestabelle
| Pl. | Verein                                                    | Sp. | S  | U  | N  | Tore    | Diff. | Punkte |
| --- | --------------------------------------------------------- | --- | -- | -- | -- | ------- | ----- | ------ |
| 1.  | Nacional Montevideo                                       | 26  | 19 | 3  | 4  | 053:210 | +32   | 41     |
| 2.  | Montevideo Wanderers                                      | 26  | 13 | 9  | 4  | 036:160 | +20   | 35     |
| 3.  | Club Atlético Peñarol (M)                                 | 26  | 12 | 8  | 6  | 033:230 | +10   | 32     |
| 4.  | Bella Vista                                               | 26  | 11 | 9  | 6  | 043:300 | +13   | 31     |
| 5.  | Club Atlético Defensor                                    | 26  | 12 | 6  | 8  | 035:270 | +8    | 30     |
| 6.  | CA Cerro                                                  | 26  | 8  | 12 | 6  | 032:280 | +4    | 28     |
| 7.  | Sud América                                               | 26  | 9  | 8  | 9  | 039:320 | +7    | 26     |
| 8.  | Danubio FC                                                | 26  | 8  | 10 | 8  | 030:340 | −4    | 26     |
| 9.  | Club Atlético Progreso (N)                                | 26  | 7  | 10 | 9  | 031:360 | −5    | 24     |
| 10. | Centro Atlético Fénix                                     | 26  | 7  | 8  | 11 | 029:390 | −10   | 22     |
| 11. | Club Sportivo Miramar (ab 25. Juni: Miramar Misiones) (N) | 26  | 6  | 8  | 12 | 024:310 | −7    | 20     |
| 12. | River Plate                                               | 26  | 6  | 8  | 12 | 031:460 | −15   | 20     |
| 13. | Huracán Buceo                                             | 26  | 5  | 7  | 14 | 019:330 | −14   | 17     |
| 14. | Club Atlético Rentistas                                   | 26  | 3  | 6  | 17 | 014:530 | −39   | 12     |

| (M) | Meister der vorangegangenen Saison  |
| (N) | Aufsteiger aus der Segunda División |